# François de Waha
François Henri Emmanuel de Waha (Brussel, 23 maart 1839 - Tervuren, 31 mei 1900) was een Belgisch edelman en burgemeester.

## Levensloop
François de Waha behoorde niet rechtstreeks tot de adellijke familie De Waha. Hij zal er wel onrechtstreeks toe behoord hebben, want hij kreeg vergunning om ongeveer hetzelfde wapen aan te nemen. In december 1872 verkreeg hij erfelijke adel, met de titel baron, overdraagbaar op alle nakomelingen die de naam droegen.
Zijn vader, Adolphe de Waha, had in 1864 erfelijke adel verkregen met de titel baron, maar had verwaarloosd open brieven in te dienen. In 1871 werd hem nogmaals hetzelfde toegezegd, maar ditmaal overleed hij voor hij de formaliteiten kon vervullen.
François de Waha trouwde in Brussel in 1864 met zijn nicht Louise de Waha (1843-1932), dochter van Eugène de Waha en Mathilde de Meissenberg. Ook zij behoorde tot het niet-geadelde deel van de familie de Waha.
François was verificateur bij het Rekenhof, directeur van de Spaarkas, directeur-generaal van de Kas voor annuïteiten en daarnaast ook burgemeester van Oudergem (1874-1882). 
Het echtpaar had vier dochters en drie zoons. Slechts een van de drie, kapitein Gaston de Waha (1866-1944), trouwde, met Louisa Kirsch (1878-1961), maar het echtpaar bleef kinderloos. Hij overleed als laatste mannelijke naamdrager. Claire de Waha (1883-1969) was de laatste vrouwelijke naamdrager en bij haar dood doofde deze familie(tak) uit.